# Пален, Матвей Иванович
Барон Матве́й Ива́нович Па́лен (нем. Carl Magnus Freiherr von der Pahlen; 1779—1863) — генерал от кавалерии из остзейско-померанского рода фон Пален. В 1830—1845 гг. рижский военный губернатор (одновременно генерал-губернатор всех остзейских губерний).

## Военная служба
Из эстляндских дворян. Сын отставного подполковника Ивана Алексеевича Палена (1740—1817) и его супруги графини Беаты Ульрики Софии фон Стенбок (1759—1845), племянник генерала от кавалерии П. А. Палена.
Ещё в 1784 году (в возрасте 5 лет, что для тех времён было традиционно) был зачислен квартирмейстером в лейб-гвардии Конный полк, но действительную службу начал в Риге в чине корнета 22 января 1797 года, будучи зачислен в Рижский кирасирский полк. Участвовал в чине поручика в Войне четвёртой коалиции против Наполеона Бонапарта в польских землях, отличившись в сражениях при Янкове, Ландсберге, Прейсиш-Эйлау, Остроленке. 13 декабря 1807 года Фридрих Вильгельм III по представлению генерал-лейтенанта фон Лестока наградил его орденом Pour le Mérite .
Принимал участие в русско-шведской войне 1808—1809 годов, 17 февраля 1809 года получил орден Св. Георгия 4-го класса за храбрость, проявленную в сражении при Иденсальми. 11 ноября 1808 года участвовал во взятии Улеаборга. С 1809 года служил под началом графа Павла Строганова. 9 октября 1809 года получил чин капитана кавалерии. Во время русско-турецкой войны 1806—1812 годов служил в Молдавской армии под началом Фёдора Уварова, будучи его адъютантом, проявил мужество в осадах Силистрии и Шумлы. 26 июня 1810 года получил чин полковника. 22 июля 1810 года во время осады города Русе был ранен в правое плечо. 26 августа участвовал во взятии Батини, за что был награждён Орденом св. Анны 2-й степени, а 15 октября — во взятии Никополя.
Во время Отечественной войны 1812 года был назначен адъютантом и дежурным офицером у генерал-майора (впоследствии генерал-лейтенанта) Сергея Тучкова, с 14 октября командуя так называемым «летучим» отрядом. В 1813 году отличился во время осады Пиллау, воспрепятствовав подходу к городу подкреплений и припасов, за что вновь был удостоен ордена св. Анны 2-й степени с алмазами. Позже был временным комендантом Кенигберга, с марта 1813 года находился на службе в отряде генерала Александра Чернышёва, участвовал в боевых действиях под Ригой и в Финляндии. Проявил себя в битве при Люнебурге, когда русско-прусские войска под командованием барона фон Дорнберга разбили французскую армию под командованием генерала Морана, за что 23 августа 1813 года произведен в генерал-майоры (со старшинством от 21 марта 1813 года).
24 сентября 1813 года Пален был пожалован орденом Св. Георгия 3-го класса за отличие, проявленное в битве при Денневице. В битве под Лейпцигом он возглавлял авангард Северной армии, за что был удостоен ордена св. Анны 1-й степени. В 1814 году участвовал в сражениях Освободительной войны уже на территории Франции: при осаде замка Порсье, Суассона, Краона, Лаона, Круа, Реймса, Сен-Дизье.
После заключения в 1815 году мира остался в армии и получил звание генерал-адъютанта, однако его деятельность начала перемещаться из военной сферы в политическую. 12 июля 1818 года уволен в отставку по прошению.

## Гражданская служба

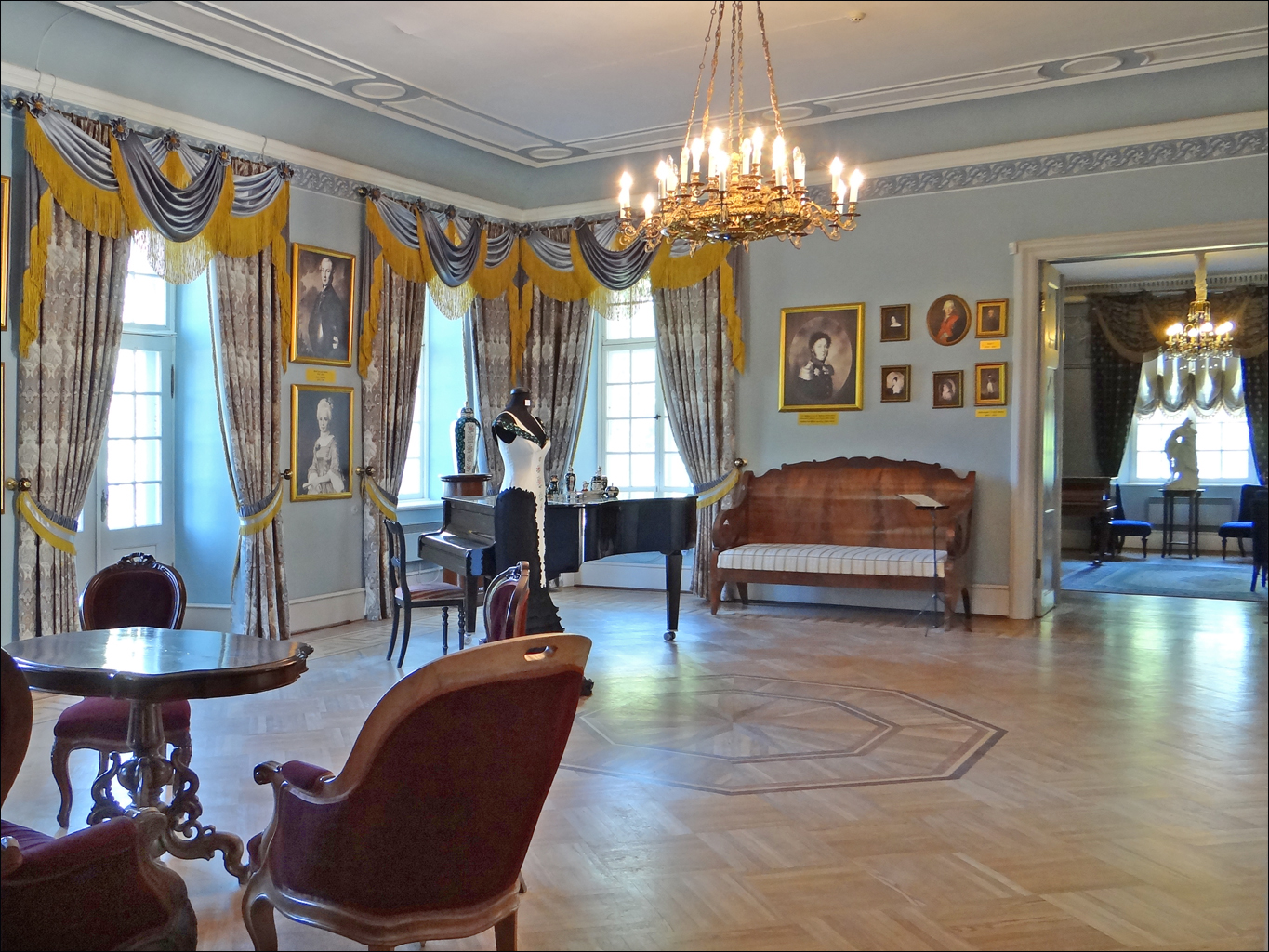
Усадьба Палена в Палмсе

С 1818 по 1827 год был ландратом и сенатором Эстляндской губернии. Состоял в эстляндском рыцарстве, а с 8 апреля 1833 года — в курляндском. С 1827 по 1828 год находился с дипломатической миссией в Швеции. В 1828 году стал тайным советником, был назначен попечителем Дерптского университета и учебного округа.
С 1 января 1830 года, получив чин генерал-лейтенанта, назначен сначала рижским военным генерал-губернатором, а затем эстляндским, курляндским и лифляндским генерал-губернатором. На этой должности, по мнению историка К. Военского, его политика отличалась «остзейским шовинизмом», что проявлялось в ущемлении латышей и несогласии с деятельностью православного духовенства.
В 1831 году принимал участие в подавлении Польского восстания на территории Курляндской губернии и Царства Польского, за что в декабре 1831 года был награждён орденом св. Александра Невского. В 1840 году руководил подавлением крестьянского восстания в Лифляндии.
10 октября 1843 года произведен в генералы от кавалерии. 17 марта 1845 года назначен членом Государственного совета.
В 1847 году вышел в отставку по болезни, получив пенсию в размере 6000 рублей в год. Последние годы жизни провёл в своём родовом имении Палмсе Эстляндской губернии, где и скончался.

## Семья

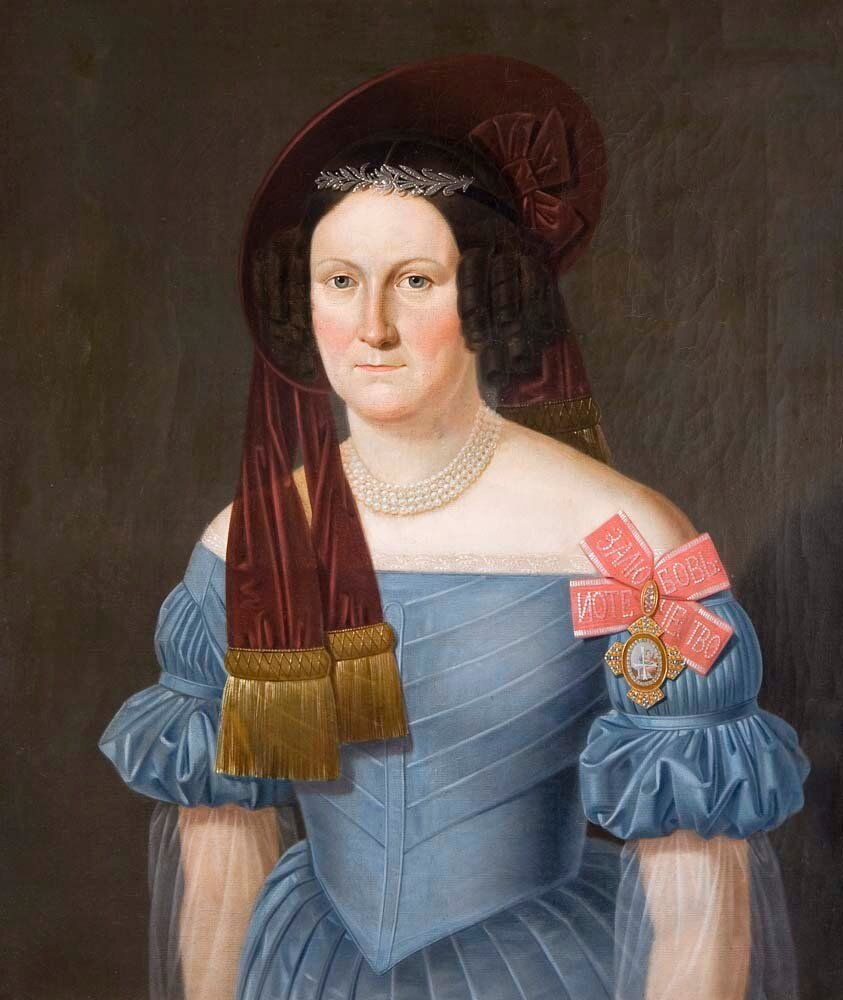
Екатерина Фёдоровна Пален

Первая жена (с 1817 года) — Елизавета Ивановна фон Эссен (1797—1821), единственная дочь и богатая наследница генерал-губернатора Риги, генерал-лейтенанта И. Н. фон Эссена, двоюродная сестра Е. И. Барклай-де-Толли. Умерла через несколько дней после родов.
- Александр[эст.] (29.12.1819—1895)

Вторая жена (с 1823 года) — Екатерина Фёдоровна Арвелиус (1800—1869), в девичестве Екатерина Вильгельмина, внучка пастора и дочь писателя Фридриха Арвелиуса. Была совоспитанницей первой жены своего мужа. По отзыву Вяземского, баронесса Пален была довольно миловидной и имела в лице что-то птичье, скромность и смирение первой половины жизни сохранились в ней и на блестящем поприще первой дамы Эстляндского герцогства. С 24 мая 1833 года кавалерственная дама ордена Св. Екатерины (малого креста). В браке имела дочерей:
- Елизавета (02.07.1824—1860)
- Екатерина (1825—1847), с 1844 года замужем за бароном Конрадом фон Мейендорфом (1817—1890).
- София (Августа) (24.02.1829—1907), с 1849 года жена барона Рейнгольда Сталь фон Гольштейна (1819—1892).
- Наталья (12.10.1831—1906), с 1856 года замужем за Морицем фон Гринвальдом (1825—1868).